# Kalendarium powstania warszawskiego – 4 października

## 4 października, środa

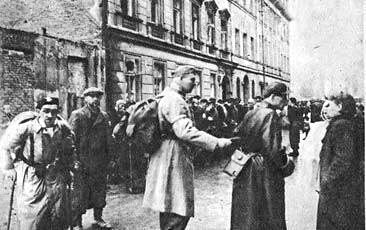
Wyjście do niewoli żołnierzy z batalionu „Wigry“

Rada Ministrów podjęła uchwałę o dwutygodniowej żałobie narodowej, która rozpoczęła się tego samego dnia. Powodem była kapitulacja powstania.
Tego dnia nadany został ostatni (10-minutowy) komunikat radiostacji „Błyskawica”, po czym urządzenia radiostacji zostały zniszczone przez kierownika zespołu Jana Georgicę.